# Aponogeton queenslandicus
Aponogeton queenslandicus är en enhjärtbladig växtart som beskrevs av H.Bruggen. Aponogeton queenslandicus ingår i släktet Aponogeton och familjen Aponogetonaceae.
Artens utbredningsområde är Queensland. Inga underarter finns listade.